# Séchilienne
Séchilienne település Franciaországban, Isère megyében. Lakosainak száma 1004 fő (2022. január 1.). Séchilienne Vaulnaveys-le-Haut, Livet-et-Gavet, Saint-Barthélemy-de-Séchilienne, Vaulnaveys-le-Bas, Vizille és Chamrousse községekkel határos.

## Népesség
A település népessége az elmúlt években az alábbi módon változott:
| Lakosok száma | 548  | 641  | 673  | 863  | 986  | 1021 | 1052 | 1063 | 1043 | 1004 |
|               | 1968 | 1982 | 1990 | 2006 | 2013 | 2015 | 2017 | 2019 | 2020 | 2022 |